# Gornja Kupinovica
Gornja Kupinovica (em cirílico: Горња Купиновица) é uma vila da Sérvia localizada no município de Leskovac, pertencente ao distrito de Jablanica, na região de Jablanica. A sua população era de 140 habitantes segundo o censo de 2002.

## Demografia
| 1948 | 1953 | 1961 | 1971 | 1981 | 1991 | 2002 | 2011 |
| ---- | ---- | ---- | ---- | ---- | ---- | ---- | ---- |
| 392  | 401  | 400  | 354  | 311  | 250  | 189  | 140  |